# 艾晓明
艾曉明（1953年11月—），祖籍河南信陽，母親為軍閥唐生智之女 。
曾任中國廣州中山大學中文系教授博士生導師，婦女和公共問題學者，现已退休。曾任中山大学比较文学与世界文学教研室主任，妇女与社会性别研究中心副主任、人文教育重点项目“性别教育论坛”负责人、“妇女与社会性别译丛”项目主持人，同时担任中国现代文学研究会理事、广东省中国现代文学研究会会长。2010年1月與郭建梅共同獲得西蒙·德·波娃獎。

## 簡歷

### 童年經歷
艾曉明的父親艾仁寬（1923年—2020年）是中華民國將領唐生智北伐第二期在河南信陽收養的義子，1944年由唐選送入黃埔成都軍校第二十一期就學。母親唐仁群（1920年—1996年）是唐生智的女兒，小名六妹仔，第一段婚姻是與湖南省東安縣鄰鄉北應鄉之鹿馬橋人李濟生長子結為連理；前夫是航空飛行跳傘教練員，因艾曉明生病，醫院守侯一夜，次日上機跳傘疲憊失事身亡，唐仁群後攜女嫁與艾仁寬。
中共上台後艾仁寬在湖北省武漢市東湖中學任職英文老師與教務主任，在文革時，被打成右派。艾曉明受同儕壓力，當時她13歲（1966年）也寫了大字報批鬥自己的父親。

### 求學與任教
艾曉明於1976年至1981年就读华中师范大学中文系。1981年至1985年任教於華中師範大學中文系。1985年至1987年攻讀北京師範大學中文系中國現代文學專業，獲博士學位，是“文革”后第一位文学女博士。1988年至1994年任教於中國青年政治學院文化基礎部。1994年至今任教於中山大學中文系。
1999年至2000年赴美國田納西州南方大學任訪問學者，在美國期間曾作为志愿者，与当地英语教师到大学附近的咖啡县监狱帮助中国犯人和墨西哥犯人学英语。
回國後，在中山大學开始妇女研究課程教育，當時國內的女性研究剛剛起步，從那時起，她開始關注女性權益、並為維護女性權益而奔走，創辦了性別教育論壇網站。
2003年12月，艾教授翻译、导演了美国女性主义话剧《阴道独白》，近40名學生、教师在廣州首度上演《陰道獨白》的中文版。該劇后来在上海、北京遭到禁演，但薪传实验剧团于2009年推出了授权公演，巡演京沪深等地。
2003年积极介入推动孫志剛案和黃靜案，被《南风窗》杂志授予“为了公共利益良知奖”，同时被上海《东方女性》杂志读者投票选为“最有影响十大人物”之一。从此介入公共事務。
2005年9月开始观察太石村罢免事件，对事件进程进行了文字与图像记录。9月15日在《公民維權網》上發表公開信，請求溫家寶總理傾聽太石村民心聲，釋放所有村民，讓他們過一個祥和的中秋節。9月26日因參與調查太石村罢免事件而遭暴力围攻，受到广泛关注和声援。
2006年8月，針對高智晟被逮捕和其家人被軟禁，發表公開信督促保障婦女兒童的合法權利。同年在河南拍攝中原紀事，記錄當地艾滋病患者如何在志愿者的幫助下與當地政府博弈。2007年完成紀錄片《關愛》的拍摄工作，記錄河北邢臺因輸血感染艾滋病的患者艱難的維權之路。2008年零八憲章簽署人之一。2009年完成紀錄片《我们的娃娃》，记录了四川汶川大地震中倒塌的学校和死难学生，孩子家长的维权之路。2010年1月，与郭建梅共同获得西蒙·德·波伏娃奖。4月完成纪录片《花儿为什么这样红》，对艾未未的公民调查进行记录。
2012年完成记录片《乌坎三日》，潜入乌坎村内，从而得以记录了前后三天乌坎村民经历的失望和希望。
2013年9月，与谭作人，朱承志共同荣获中国民主教育基金会颁发的2012年度杰出民主人士奖。
2014年完成纪录片《新公民案审判》，现场记录和对辩护律师张庆方等人、学者郭于华、企业家王瑛的采访穿插在一起，呈现了公民对这场审判的质疑以及对新公民运动的理解。
父親艾仁寬退休後居武漢，2016年開始身體退化狀況較嚴重。艾曉明在自中山大學退休後回家照顧父親，同時也會利用剩下的時間進行紀錄片創作。

## 作品

### 著作
- 《青年巴金及其文学视界》
- 《中国左翼文学思潮探源》
- 《血統: 一個黑五類子女的文革記憶》
- 《天空之城》
- 《骑桶飞翔》
- 《从文本到彼岸》
- 《活在语言中的爱情》
- 《我的监狱之行》

### 译作
- 《女性主义思潮导论》
- 《小说的艺术——认识米兰.昆德拉》
- 《古典主义》
- 《表现主义》
- 《论戏剧与戏剧性》

### 编著
- 《浮城志异——香港小说新选》
- 《中国女性小说新选》
- 《火焰与碎银——都市女性散文丛书广州卷》

### 紀錄片
- 《天堂花园》（2005年）
- 《為革命畫畫：戶縣農民畫》（2005年）
- 《人民代表姚立法》（2006年）
- 《中原纪事》（2006年）
- 《关爱之家》（2007年）
- 《紅色美術》（2007年，胡傑、艾曉明合導）
- 《我們的娃娃》（2009年）
- 《開往家鄉的列車》（2009年）
- 《忘川》（2009年）
- 《公民调查》（2009年）
- 《花兒為什麼這樣紅》（2010年）
- 《让阳光洒在地上》（2011年）
- 《明信片》（2011年）
- 《乌坎三日》（2012年）
- 《新公民案审判》（2014年）
- 《夹边沟祭事》（2017年）